# Яковлевское муниципальное образование (Саратовская область)
Яковлевское сельское поселение — муниципальное образование в составе Базарно-Карабулакского района Саратовской области России.
Создано в 2005 году. Административный центр — село Яковлевка.

## География
Расположено в северо-западной части района.

## Население
| 2010  | 2011  | 2012  | 2013  | 2014  | 2015  | 2016  |
| ----- | ----- | ----- | ----- | ----- | ----- | ----- |
| 2185  | ↘2175 | ↘2127 | ↘2125 | ↘2100 | ↘2095 | ↘2078 |
| 2017  | 2018  | 2019  | 2020  | 2021  |       |       |
| ↘2074 | ↘2044 | ↘2008 | ↘1977 | ↗1985 |       |       |

## Населённые пункты
В состав сельского поселения входят 4 населённых пункта:
| № | Населённый пункт | Тип     | Население |
| - | ---------------- | ------- | --------- |
| 1 | Абдуловка        | деревня | ↘203      |
| 2 | Землянки         | село    | 40        |
| 3 | Репьёвка         | село    | ↘285      |
| 4 | Яковлевка        | село    | ↘1657     |